# Osenbach
Osenbach település Franciaországban, Haut-Rhin megyében. Lakosainak száma 819 fő (2022. január 1.). Osenbach Soultzmatt, Westhalten, Pfaffenheim és Rouffach községekkel határos.

## Népesség
A település népességének változása:
| Lakosok száma | 886  | 889  | 911  | 890  | 875  | 859  | 842  | 825  | 819  |
|               | 2013 | 2015 | 2016 | 2017 | 2018 | 2019 | 2020 | 2021 | 2022 |